# Norvège aux Jeux olympiques de 1908
La Norvège participe aux Jeux olympiques d'été de 1908 à Londres. 69 athlètes norvégiens ont participé aux compétitions dans aux sports. Ils y ont obtenu huit médailles : deux d'or, trois d'argent et trois de bronze.

## Médailles
| Médaille | Discipline  | Épreuve                      | Athlète | Performance | Date |
| -------- | ----------- | ---------------------------- | --- | ----------- | ---- |
| Or       | Tir         | 300m rifle libre 3 positions | Albert Helgerud |             |      |
| Or       | Tir         | Rifle libre par équipes      | Albert Helgerud Julius Braathe Einar Liberg Olaf Saether Ole Andreas Saether Gudbrand Gudbrandsen Skatteboe |             |      |
| Argent   | Athlétisme  | Lancer du javelot            | Arne Halse |             |      |
| Argent   | Gymnastique | Concours par équipes         | Arthur Amundsen Carl Albert Andersen Otto Authén Hermann Bohne Trygve Bøyesen Oskar Bye Conrad Carlsrud Sverre Grøner Harald Halvorsen Harald Hansen Petter Hol Eugen Ingebretsen Ole Iversen Per Mathias Jespersen Sigge Johannessen Nicolai Kiær Carl Klæth Thor Larsen Rolf Lefdahl Hans Lem Anders Moen Frithjof Olsen Carl Alfred Pedersen Paul Pedersen Sigvard Sivertsen John Skrataas Harald Smedvik Andreas Strand Olaf Syvertsen Thomas Thorstensen |             |      |
| Argent   | Lutte       | Poids lourds                 | Jacob Gundersen |             |      |
| Bronze   | Athlétisme  | Javelot style libre          | Arne Halse |             |      |
| Bronze   | Athlétisme  | Triple saut                  | Edvard Larsen |             |      |
| Bronze   | Tir         | 300m rifle libre 3 positions | Olaf Saether |             |      |